# Florian Liewehr
Florian Liewehr (3. August 1945 in Seefeld in Tirol – 8. Dezember 2014 in Wien) war ein österreichischer Schauspieler, der über 40 Jahre dem Ensemble des Wiener Burgtheaters angehörte.

## Leben und Werk
Liewehr entstammte einer Theaterfamilie. Sein Vater Fred Liewehr war Burgschauspieler und Intendant der Seefestspiele Mörbisch, seine Mutter Martha Rohs (1909–1963) sang an der Wiener Staatsoper und wurde schließlich zur Kammersängerin ernannt. Florian Liewehr trat 1967 erstmals am Burgtheater auf.
1969 spielte er den Ossorio in Tirso de Molinas Don Gil von den grünen Hosen bei den Bregenzer Festspielen; es war dies eine Produktion des Wiener Burgtheaters. 1970 debütierte er bei den Salzburger Festspielen als Zweiter Schauspieler in Oskar Werners Hamlet-Produktion. Von 1982 bis 1984 spielte er dort – an der Seite von Helmuth Lohner und Otto Schenk – den Wixer in Nestroys Zerrissenem, von 1990 bis 1992 übernahm er im Jedermann am Domplatz die Rolle des Dünnen Vetters.
1970 wurde Liewehr Ensemblemitglied des Burgtheaters und spielte – an der Seite von Klausjürgen Wussow – den Harry Compass in Hasenclevers Lustspiel Ein besserer Herr; es inszenierte Boy Gobert. Es folgten der Ferdinand in Goethes Egmont und der Bulanow in Ostrowskis Der Wald. 1973 wirkte er in der Fernsehshow Dalli Dalli mit, in der Spielzeit 1975–76 gastierte er am Stadttheater St. Pölten im Der Mann von La Mancha. Am Burgtheater übernahm er bis zu seiner Pensionierung mehr als 80 Rollen und arbeitete mit vielen namhaften Regisseuren zusammen, darunter Roberto Guiccardini, Hans Hollmann, Gerhard Klingenberg, Leopold Lindtberg, Claus Peymann und Otto Schenk. Seine Rollen umfassten ein breites Spektrum – den Brand in Nestroys Posse Das Geheimnis des grauen Hauses, Bushy und Norfolk in Shakespeares Königsdramen Richard II. und Richard III., den Siro in Machiavellis Mandragola, den Paul Kreindl in Arthur Schnitzlers Das weite Land und den Grafen Adam in Hugo von Hofmannsthals Der Turm. Mit Peymanns Richard III. gastierte Liewehr 1987 auch beim Berliner Theatertreffen.
2009 wurde er zum Ensemble-Vertreter des Burgtheaters gewählt, ab 14. Oktober 2010 trug er den Titel Kammerschauspieler.
Florian Liehwehr verstarb am 8. Dezember 2014 in Wien im Alter von 69 Jahren.

## Fernsehen

### Fernsehserien
- 1972 Die Abenteuer des braven Soldaten Schwejk – Folge 12
- 1972 Fritz Muliar Schau – Was ist Freundschaft?
- 1973 Hallo – Hotel Sacher … Portier! – Opernball
- 1981 Ringstraßenpalais – Die Verschwörung (Erzherzog Johann Salvator)
- 1986 Tatort – Das Archiv (Botschaftsrat Cooper)

### Theateraufzeichnungen
- 1979 Der Kiebitz – TV-Theater im ORF-Zentrum
- 1983 Oscar – TV-Theater im ORF-Zentrum
- 1984 Der Zerrissene (Wixer) – Salzburger Festspiele
- 1990 Wilhelm Tell (Meier von Sarden/Barmherziger Bruder/Arbeiter/Bürger/Wanderer) – Burgtheater Wien

## Hörbuch
- mit Miguel Herz-Kestranek, Frank Hoffmann und Hans Kann: Heimito von Doderer 1896–1966. ORF / C.H. Beck, Wien/München 1998, ISBN 3-406-41368-4.

## Nachweise
1. ↑  Burgschauspieler Florian Liewehr gestorben, derstandard.at vom 9. Dezember 2014, abgerufen am 9. Dezember 2014.
2. ↑  Ehrung Kammerschauspieler Florian Liewehr (Memento des Originals vom 4. Mai 2014 im Internet Archive)  Info: Der Archivlink wurde automatisch eingesetzt und noch nicht geprüft. Bitte prüfe Original- und Archivlink gemäß Anleitung und entferne dann diesen Hinweis.. In: kuhlaendchen.de. 24. September 2012, abgerufen am 4. Mai 2014.